# Igreja Russa de Genebra
A Igreja Russa de Genebra, como é conhecida a Igreja Ortodoxa Russa de Genebra, mas cujo nome completo é Catedral da Exaltação da Santa Cruz , foi construída em 1859  pelos numerosos russos residentes em Genebra que obtêm autorização para construir a igreja assim como conseguem obter também a ajuda financeira da Grande Duquesa Anna Feodorovna Constancia, cunhada do Czar Alexandre I e tia da Rainha Vitória e do príncipe consorte Alberto, que morava há muito tempo em Genebra.
A construção terminada em  1866 mostra um edifício em puro estilo bizantino moscovita, que é uma verdadeira obra de arte com as cúpulas douradas, que contrastam com a sua decoração interior riquíssimo, mas sombrio, onde se podem admirar inúmeros ícone do século XVI até ao século XX.

## Images

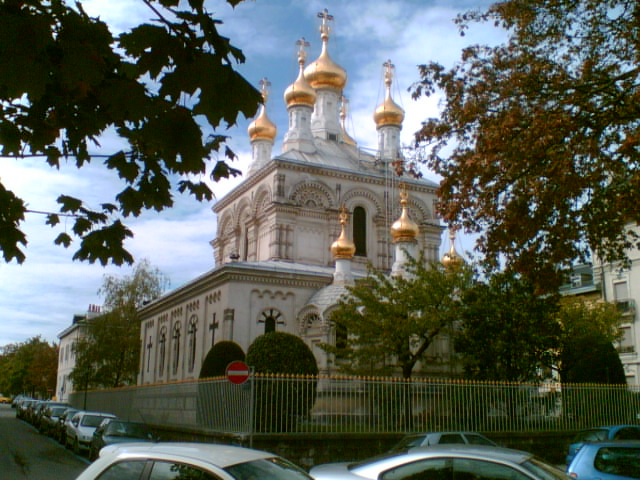
Vista de trás

Russian Church, Geneva

## Ligações Externas
- «GE-tourisme - Eglise Russe» (em francês)

## Mapa
- Em GoogleMaps entrar: Eglise Russe de Genève, Genève, Suisse